# Alcidion alienum
Alcidion alienum es una especie de escarabajo longicornio del género Alcidion, tribu Acanthocinini, subfamilia Lamiinae. Fue descrita científicamente por Melzer en 1932.

## Descripción
Mide 10-12 milímetros de longitud.

## Distribución
Se distribuye por Brasil.